# العلوم والتكنولوجيا في بلغاريا

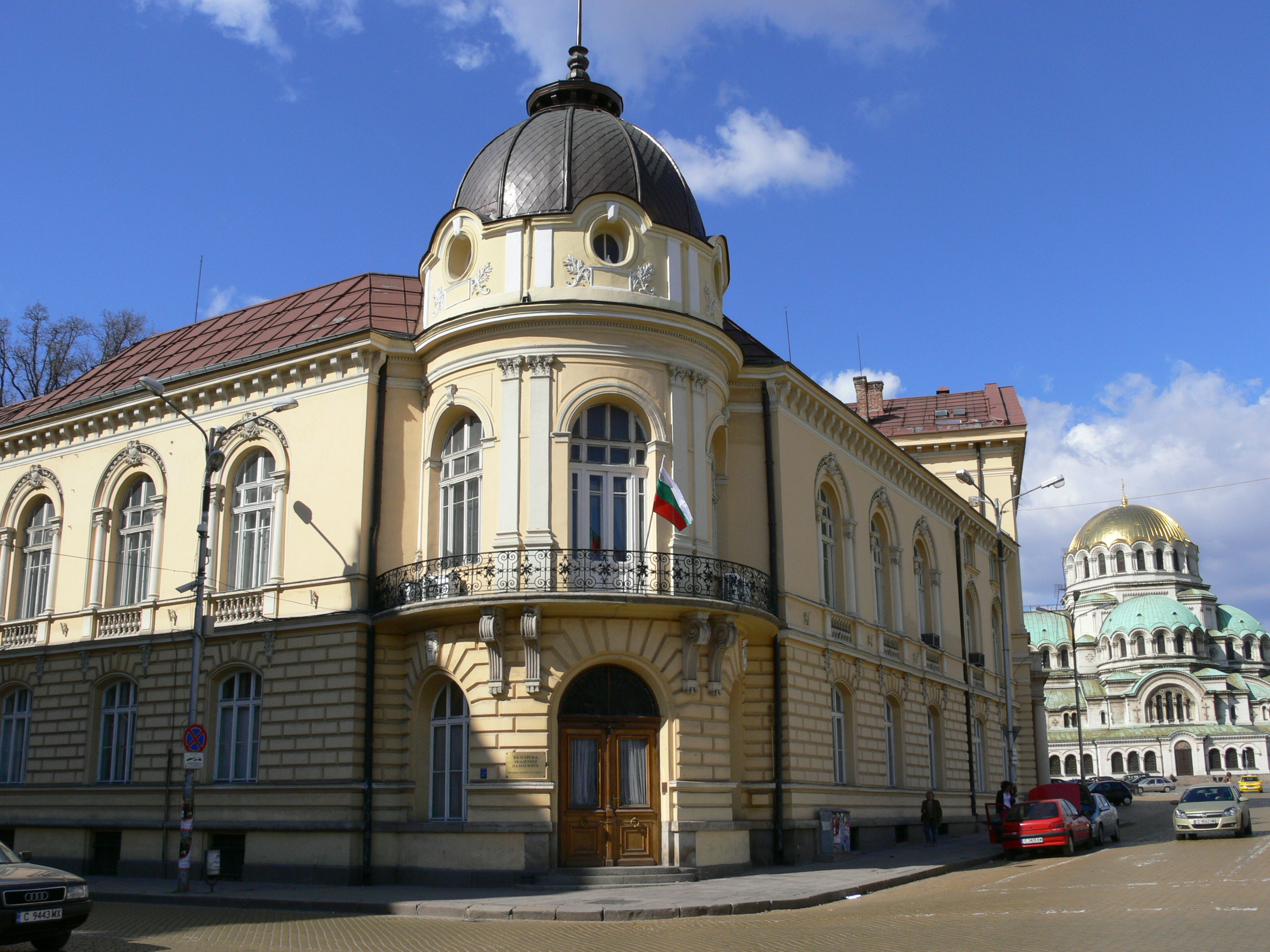

تُجرى العلوم والتكنولوجيا في بلغاريا في مجموعة متنوعة من المؤسسات، تسيطر عليها إلى حد كبير أكاديمية العلوم البلغارية (بي. إيه. إس) والعديد من الجامعات.

## نظرة عامة
يبلغ الإنفاق على البحث والتطوير قرابة 0.78% من الناتج المحلي الإجمالي، حيث يذهب الجزء الأكبر من التمويل العام للبحث والتطوير إلى الأكاديمية البلغارية للعلوم. واستأثرت الشركات الخاصة بأكثر من 73% من نفقات البحث والتطوير ووظفت 42% من الباحثين والذين يبلغ عددهم 22 ألف بلغاريًا في عام 2015. حازت بلغاريا على المرتبة 39 من بين 50 دولة وفي نفس العام، في مؤشر بلومبيرغ إل بّي للإبداع، كانت أعلى درجة في التعليم (الرابعة والعشرين) وأدنى نسبة في تصنيع القيمة المضافة (الثامنة والأربعين).
وقد أجبر نقص الاستثمار الحكومي المزمن في الأبحاث منذ عام1990 العديد من المهنيين في العلوم والهندسة على مغادرة بلغاريا. ولاتزال الأبحاث قوية في الكيمياء، وعلوم المواد، والفيزياء، على الرغم من نقص التمويل.
تتميز جميع مجالات البحث بمستويات عالية وحماسية من مشاركة الإناث في العلوم والهندسة، وهو إرث من العصر الاشتراكي.
احتلت بلغاريا المرتبة 38 في مؤشر الابتكار العالمي عام 2023.

## مجالات البحث

### تكنولوجيا المعلومات والاتصالات (آي. سي. تي)
ينتج قطاع تكنولوجيا المعلومات والاتصالات 3% من الناتج الاقتصادي، حيث يوجد 40000إلى 50000 موظف ومهندس برمجيات. وأكثر من ربع الاختصاصيين البلغاريين في تكنولوجيا المعلومات والاتصالات هن من الإناث وهذا العدد أكثر من أي تواجد في بلدان الاتحاد الأوروبي.  يعتمد علم الحاسوب على أسس تم وضعها في العصر الاشتراكي، عندما كانت البلاد تعرف باسم «وادي السيليكون الشيوعي»، بسبب دورها الرئيسي في إنتاج تكنولوجيا الحوسبة لمجلس التعاون الاقتصادي. كانت أجهزة الكمبيوتر برافيتز هي سلسلة أجهزة الحواسيب الكبيرة الرئيسية المصممة والمصنعة في بلغاريا في ذلك الوقت.
وتعد بلغاريا أيضًا رائدة اقليمية في مجال الحواسيب الفائقة. حيث يقوم معهد أنظمة الكمبيوتر والاتصالات في BAS بتشغيل Avitohol، وهو أقوى حاسوب فائق عالي الأداء في جنوب شرق أوروبا. تعمل أربع مجموعات أصغر من أجهزة الحواسيب الفائقة والتي لا تمثل أجهزة الحواسيب الفائقة العاملة في صوفيا: آلة غير معرفة في «باس»، «فايسون» كلية الفيزياء بجامعة صوفيا، و«مادارا» في معهد الكيمياء العضوية في «باس»، و«نيستوم» في صوفيا تيك بارك. وقد توقف مشروع الجين الأزرق في المركز الوطني لتطبيقات الحوسبة الفائقة عن العمل في عام 2015.

### الفيزياء
قام إيفان سينسركي بتطوير (1897-1979) نظرية الحركة الجزيئية لتبلور ونمو البلورات. وقد كانت نتائج عمله بشأن هيكل البلورات وسلوكها ذات تطبيق واسع النطاق في مجالات الكيمياء الفيزيائية علم الفلزات والتعدين. كان جورجي ناجاكوف من بين أبرز علماء الفيزياء في بلغاريا، وأصبح معروفًا بتجاربه على الظاهرة الكهروضوئية، وأبرزها الاكتشاف الكهرضوئي. إن اكتشافات ناجاكوف تستخدم الآن على نطاق واسع في الآلات الناسخة.
إن بلغاريا عضو ناشط في المنظمة الأوروبية للأبحاث النووية (سيرن) وقد ساهمت في أنشطتها مع ما يقارب من 200 عالم منذ انضمامها في عام 1999. شارك العلماء البلغاريون في التجربة L3 من مصادم إلكترون-بوزيترون الكبير في الثمانينيات.

### الطب
لقد سجلت صناعة الدواء المحلية نموًا سريعًا بعد تطبيق الاقتصاد المخطط على النمط السوفييتي في أواخر الأربعينيات من القرن العشرين. ومن بين العقاقير التي طورها باحثون بلغاريون: إلسيتيزن يساعد في الإقلاع عن التدخين، وغلانتامين وهو دواء صنعهُ ديميتار باسكوف ويستخدم لعلاج الضعف الإدراكي في مرض ألزهايمر، وهي بعض من الأدوية التي طورها الباحثون البلغاريون. تشكل الأدوية المكافئة العمود الفقري لهذه الصناعة، ورغم أن العقاقير المبتكرة تشكل 75% من السوق من حيث القيمة. هناك قاعدة متطورة للأبحاث في مجال الأدوية في المستشفيات بالإضافة إلى الباحثين المؤهلين من ذوي التأهيل العالي، وتصنيع الأدوية وفقًا لمعايير الاتحاد الأوروبي، ولكن التمويل الضعيف والخبرة المحدودة في المراحل المبكرة من التجارب الإكلينيكية كانت تُعد نقطة ضعف. كانت صوفي فارما رائدةً في الأبحاث الدوائية منذ الخمسينيات.
يُعد مستشفى الدكتور جورجي سترانسكي الجامعي في بلفن أول مستشفى ينفذ منظومة دافنشي الجراحية في البلاد ويُدير نظامين، بالإضافة لوجود مستشفيان آخران في صوفيا، مستشفى أتشيبادم توكودا، ودوفوري، وكل واحد منهما يعمل بمنظومة دافنشي الجراحية.

### الطاقة النووية
بدأت بلغاريا دراسة الطاقة النووية لتوليد الطاقة في عام 1956. تم التوصل إلى اتفاق مع الاتحاد السوفييتي لبدء بناء مفاعلات نووية على نطاق صناعي بعد عشر سنوات، في عام.1966 حيث يتم اليوم إنتاج أكثر من ثلث (34.8%) الكهرباء في الشبكة الوطنية من قبل المفاعلات النووية. يتم دعم توليد الطاقة التجارية من وحدتي مفاعل القدرة المائي-المائي VER-1000 من خلال قدرات بحثية وتعليمية وهندسية متنوعة ومنتشرة بين العديد من المؤسسات. يحصل المهندسون على التدريب في جامعة صوفيا والجامعة التقنية في صوفيا، في قسم الهندسة النووية والطاقة الحرارية والنووية، على التوالي.
ويصب معهد البحوث النووية والطاقة النووية التابع للأكاديمية البلغارية للعلوم (INRNE) معظم اهتماماته على البحث والتطوير. وتقوم في الوقت الحالي ببناء أكبر مسرع للجسيمات في جنوب شرق أوروبا، وهو مسرع دوراني من المتوقع أن ينتج ما يصل إلى 25000 جرعة للعلاج بالأشعة بمجرد اكتمالها. لقد تم تسليم المعدات في عام 2016، ولكن لم يتم بعد بناء جديد للمركز. [24]كما تمتلك المؤسسة مفاعل الأبحاث IRT-2000 الذي حقق الدرجة الحرجية الأولى في عام 1961، ولكن تم إغلاقه في عام 1999 ولازال ينتظر إعادة البناء منذ ذلك الحين.
وحتى عام 1992، عندما أمرت حكومة فيليب ديميتروف بإنهاء عمليات تعدين اليورانيوم، كانت بلغاريا تستخرج 645 طنًا من اليورانيوم سنويًا، وانتجت اليورانيوم الخام (الكعكة الصفراء). وقد تم شحن المواد إلى الاتحاد السوفييتي لمعالجتها، ثم أعيدت إلى بلغاريا كوقود لمحطة كوزلودوي لتوليد الطاقة الكهربائية.